# آرکادیا واچز
آرکادیا واچز (انگلیسی: Arcadia Watches) شرکت ساعت‌سازی سوئیسی است، که در سال ۱۸۵۸ تأسیس شد.